# Microlaimus falciferus
Microlaimus falciferus is een rondwormensoort uit de familie van de Microlaimidae. De wetenschappelijke naam van de soort is voor het eerst geldig gepubliceerd in 2008 door Leduc & Wharton.